# Најбоље уживо (Рибља чорба)
Најбоље уживо  је  албум уживо српског и југословенског рок бенда Рибља чорба. Објављен је 15. јануара 2020. године под окриљем издавачке куће Хи-Фи Центар, а на њему се налази двадесет и једна песама.
Песме са албума изведене су на концерту на Омладинском стадиону у Београду, 8. јуна 2002. године.

## Листа песама
| №   | Назив                               | Трајање |  |
| 1.  | Нојева барка                        | 4:35    |  |
| 2.  | Србин је луд                        | 2:58    |  |
| 3.  | Црно бели свет                      | 3:21    |  |
| 4.  | Дај ми лову                         | 3:04    |  |
| 5.  | По ливади росној / Хоћу, мајко хоћу | 5:41    |  |
| 6.  | Гастарбајтерска 1                   | 4:56    |  |
| 7.  | Гастарбајтерска 2                   | 3:55    |  |
| 8.  | Зелена трава дома мог               | 3:51    |  |
| 9.  | Једино моје                         | 4:33    |  |
| 10. | Љубав овде више не станује          | 4:41    |  |
| 11. | Кад ходаш                           | 8:35    |  |
| 12. | Два динара друже                    | 7:36    |  |
| 13. | Ветар, дува, дува, дува             | 7:30    |  |
| 14. | Ја ћу да певам                      | 4:20    |  |
| 15. | Амстердам                           | 3:59    |  |
| 16. | Авиону сломићу ти крила             | 5:34    |  |
| 17. | Кад падне ноћ                       | 5:17    |  |
| 18. | Погледај дом свој анђеле            | 4:42    |  |
| 19. | Кад сам био млад                    | 2:40    |  |
| 20. | Лутка са насловне стране            | 2:28    |  |
| 21. | Остани ђубре до краја               | 5:17    |  |